# Elezioni parlamentari in Groenlandia del 2005
Le elezioni parlamentari in Groenlandia del 2005 si tennero il 15 novembre per il rinnovo dell'Inatsisartut. In seguito all'esito elettorale, Hans Enoksen, espressione di Siumut, divenne Primo ministro.

## Risultati
| Liste             | Voti   | %     | Seggi |
| ----------------- | ------ | ----- | ----- |
| Siumut            | 8.861  | 30,68 | 10    |
| Demokraatit       | 6.595  | 22,83 | 7     |
| Inuit Ataqatigiit | 6.516  | 22,56 | 7     |
| Atassut           | 5.528  | 19,14 | 6     |
| Kattusseqatigiit  | 1.169  | 4,05  | 1     |
| Indipendenti      | 216    | 0,75  | -     |
| Totale            | 28.885 |       | 31    |